# Districte de Hochdorf

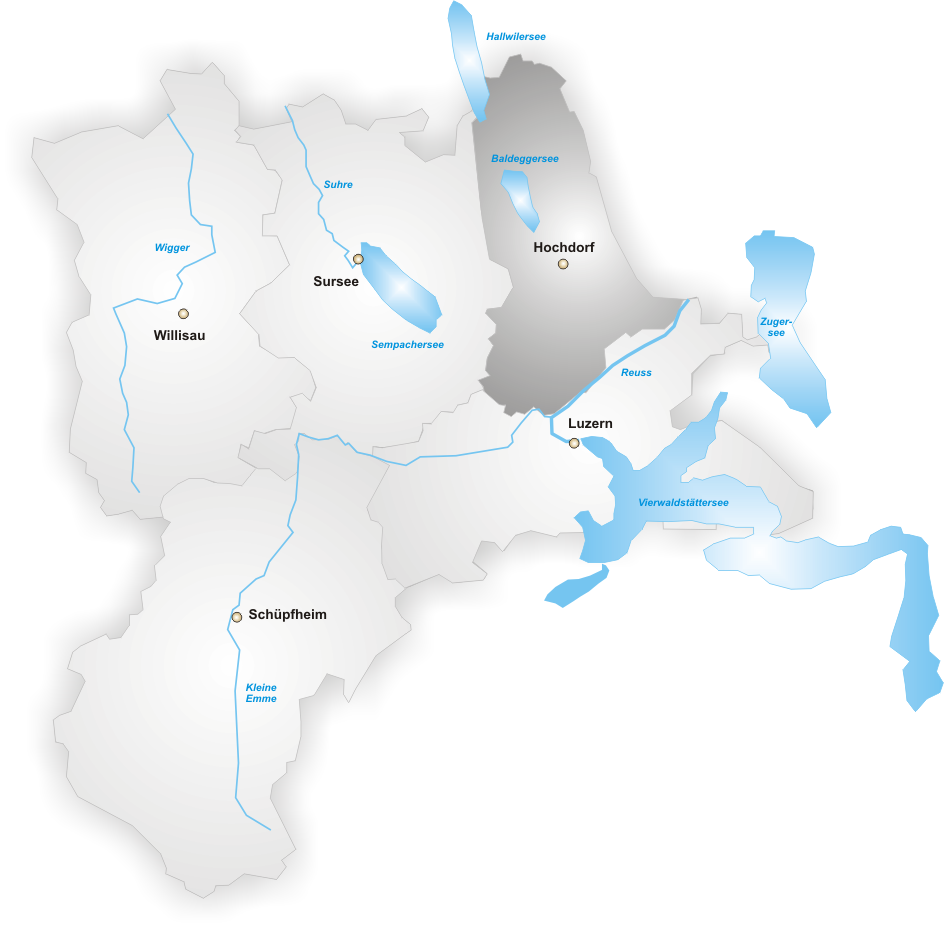
El districte d'Hochdorf

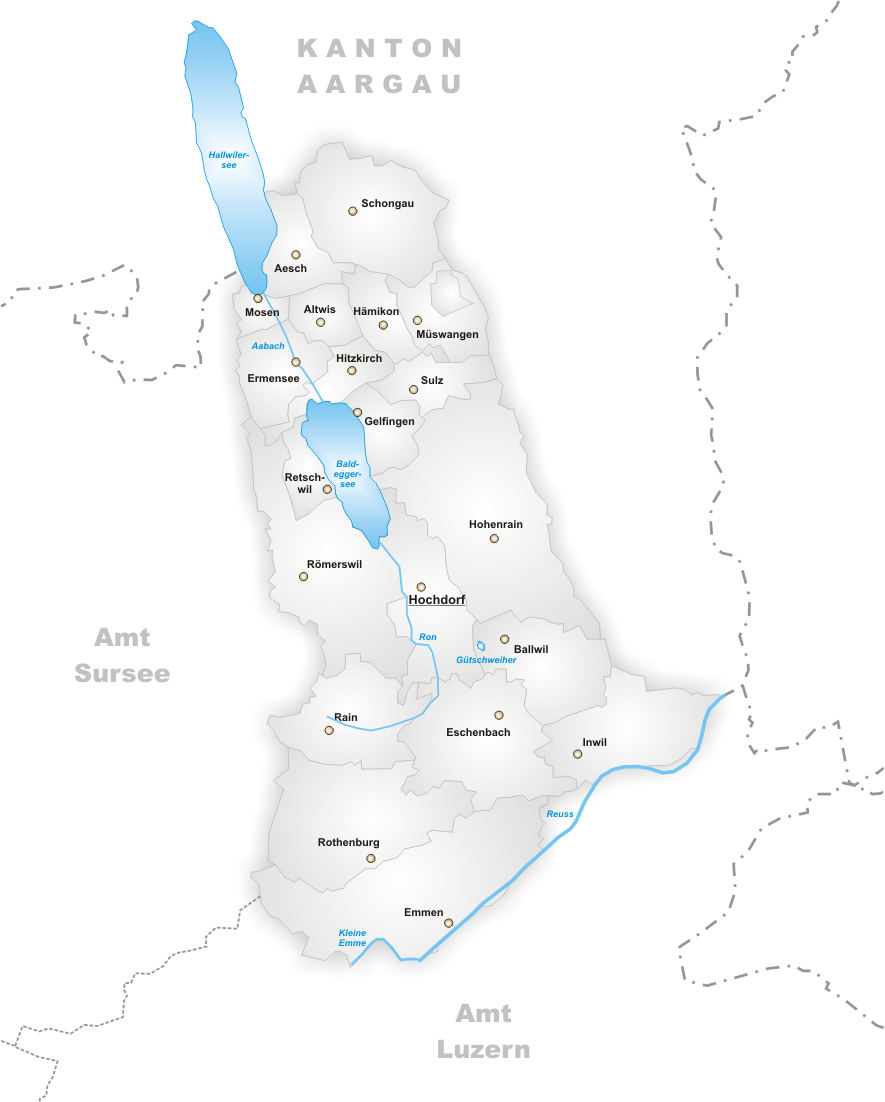
Municipis del districte

El Districte d'Hochdorf és un dels 5 districtes del cantó de Lucerna (Suïssa). Té una població de 64108 habitants (cens de 2007) i una superfície de 183.95 km². El cap del districte és Hochdorf i està format per 14 municipis.

## Municipi
| Escut      | Municipi   | Habitants (Dez. 2007) | Superfície en km² | Número SFOS |
| ---------- | ---------- | --------------------- | ----------------- | ----------- |
| Aesch      | Aesch      | 957                   | 5.80              | 1021        |
| Altwis     | Altwis     | 352                   | 2.93              | 1022        |
| Ballwil    | Ballwil    | 2395                  | 8.77              | 1023        |
| Emmen      | Emmen      | 27'205                | 20.37             | 1024        |
| Ermensee   | Ermensee   | 810                   | 5.69              | 1025        |
| Eschenbach | Eschenbach | 3409                  | 13.21             | 1026        |
| Hitzkirch  | Hitzkirch  | 4589                  | 28.30             | 1030        |
| Hochdorf   | Hochdorf   | 8246                  | 10.31             | 1031        |
| Hohenrain  | Hohenrain  | 2359                  | 23.52             | 1032        |
| Inwil      | Inwil      | 2127                  | 10.32             | 1033        |
| Rain       | Rain       | 2214                  | 9.42              | 1037        |
| Römerswil  | Römerswil  | 1565                  | 17.39             | 1039        |
| Rothenburg | Rothenburg | 7032                  | 15.50             | 1040        |
| Schongau   | Schongau   | 848                   | 12.43             | 1041        |
|            | Total (14) | 64'108                | 183.95            | 0302        |

## Canvis i fusions

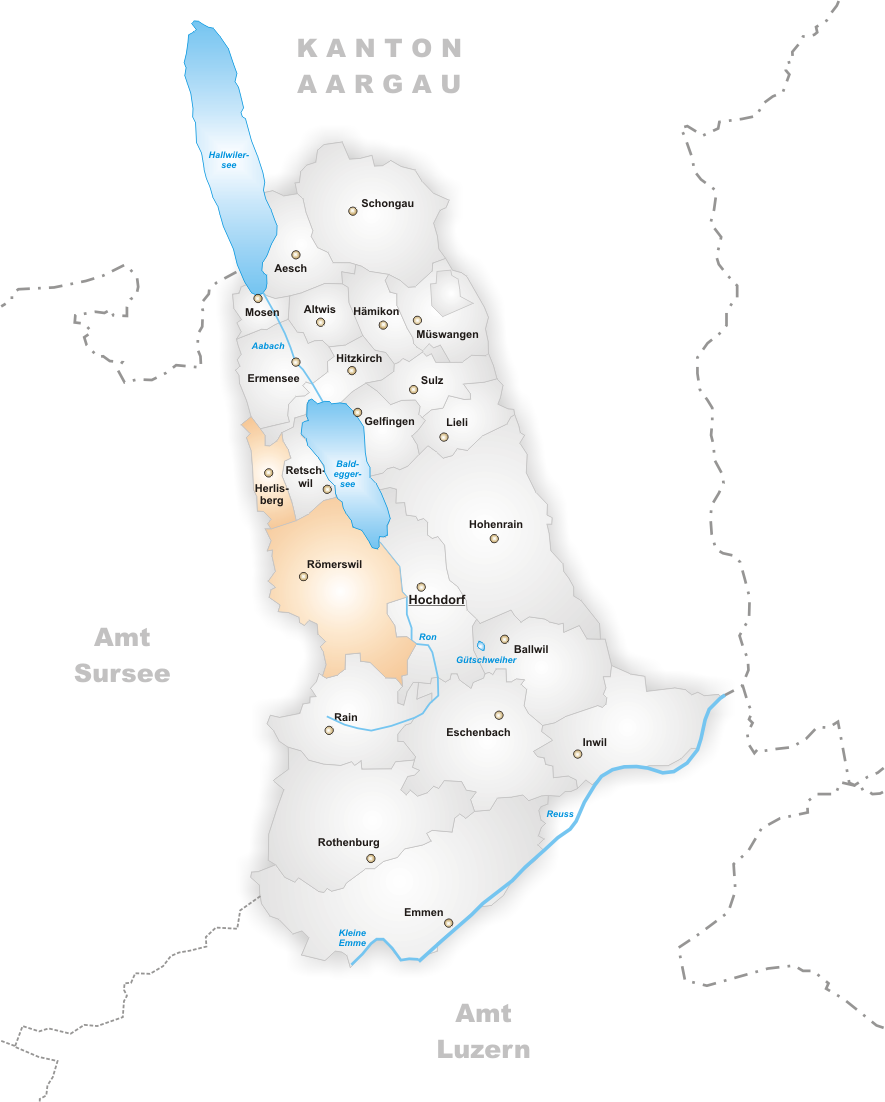
Municipis el 2004
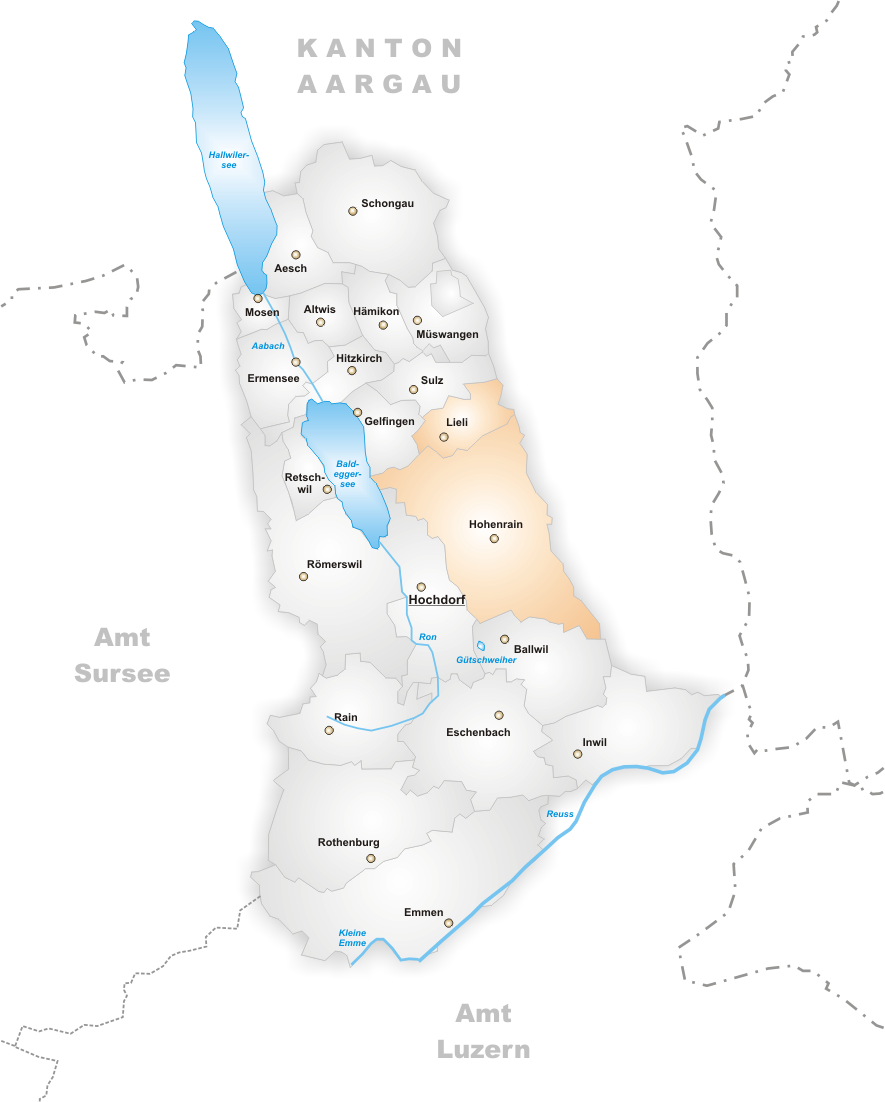
Municipis el 2006
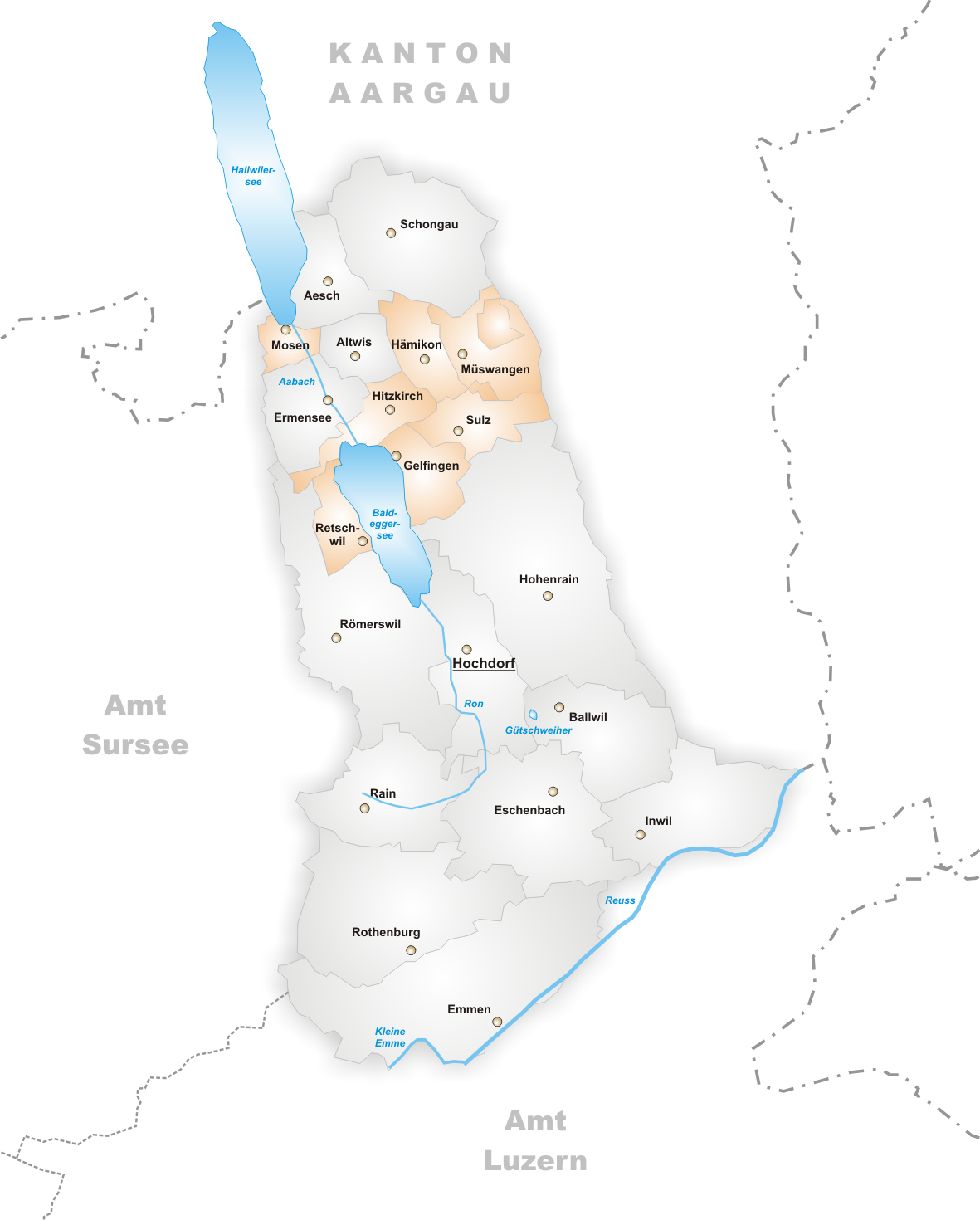
Municipis el 2008

- 2005: Herlisberg i Römerswil → Römerswil

- 2007: Hohenrain i Lieli → Hohenrain

- 2009: Gelfingen, Hämikon, Hitzkirch, Mosen, Müswangen, Retschwil i Sulz → Hitzkirch